# 原村 (広島県山県郡)
原村（はらむら）は、広島県山県郡にあった村。現在の山県郡北広島町の一部にあたる。

## 地理
- 河川：志路原川（江の川）、西宗川[1]

## 歴史
- 1889年（明治22年）4月1日、町村制の施行により、山県郡中原村、西宗村、志路原村、海応寺村、上石村、下石村が合併して村制施行し、原村が発足[1][2]。
- 1956年（昭和31年）3月31日、山県郡都谷村、吉坂村と合併し、豊平町を新設して廃止された[1][2]。

## 産業
- 農業[3]

## 名所・旧跡・観光地
- 吉川元春館（国史跡）[4]

## 出身・ゆかりの人物
- 大田洋子 - 小説家。